# ژونگشنگ
ژونگشنگ (انگلیسی: Zhongsheng) شرکت خودروسازی چینی است، که در سال ۱۹۹۸ تأسیس شد.